# Andrei Pleșu
Andrei Gabriel Pleșu (ur. 23 sierpnia 1948 w Bukareszcie) – rumuński polityk, filozof, dziennikarz i krytyk sztuki. Minister kultury (1989–1991), minister spraw zagranicznych (1997–1999).

## Życiorys

### Wykształcenie i działalność zawodowa
Syn chirurga Radu Pleșu i Zoe (z d. Rădulescu). Ukończył z wyróżnieniem prestiżowe liceum Spiru Haret w Bukareszcie. Studia z zakresu historii sztuki na Uniwersytecie w Bukareszcie ukończył w 1971. Pracę licencjacką napisał pod kierunkiem profesora Iona Frunzettiego. Po studiach podjął pracę w Instytucie Historii Sztuki Rumuńskiej Akademii Nauk. W 1975 uzyskał stypendium Fundacji Alexandra von Humboldta, dzięki któremu mógł studiować w Bonn i Heidelbergu. W 1980 obronił pracę doktorską pt. „Sentimentul naturii în cultura europeană”.
W latach 1978–1982 uczestniczył w nielegalnych wykładach prowadzonych przez Constantina Noicę. W 1980 r. rozpoczął pracę jako wykładowca Uniwersytetu w Bukareszcie, ale dwa lata później z powodów politycznych otrzymał zakaz prowadzenia zajęć ze studentami. W latach 1983–1984 otrzymał po raz drugi stypendium Fundacji Humboldta i powrócił do Instytutu Historii Sztuki. Pracę tę stracił w kwietniu 1989, kiedy otwarcie poparł Mirceę Dinescu, sprzeciwiającego się reżimowi komunistycznemu w Rumunii. Został zesłany do wsi Tescani, w okręgu Bacău i otrzymał zakaz publikowania. Po rewolucji rumuńskiej w grudniu 1989 współtworzył New Europe College i czasopismo Dilema. Powrócił na Uniwersytet Bukareszteński, na stanowisko profesora, gdzie prowadził wykłady z zakresu historii sztuki i filozofii religii. Pisze prace z zakresu historii i teorii sztuki, a także antropologii kultury i filozofii.

### Działalność polityczna
W czasach studenckich wstąpił do Rumuńskiej Partii Komunistycznej, ale w maju 1982 został z niej usunięty.
W grudniu 1989 objął stanowisko ministra kultury, które sprawował do 1991 r. W latach 1997–1999 kierował resortem spraw zagranicznych. W latach 2000–2004 był członkiem Narodowego Kolegium ds. Studiów nad Aktami Securitate, ale zrezygnował z tego stanowiska w proteście przeciwko naciskom politycznym na członków Kolegium. W 2004 został doradcą d.s. polityki zagranicznej prezydenta Traiana Băsescu. Zrezygnował z tej funkcji w 2005 r., z powodów zdrowotnych.

### Życie prywatne
W 1971 r. poślubił Catrinel Marię Petrulian, z którą ma dwóch synów (Matei, Mihai).

## Publikacje
- 2012: On Angels – Exposition for a Post Modern World.
- 1974: Călătorie în lumea formelor („Podróż do świata form”).
- 1980: Pitoresc și melancolie
- 1981: Francesco Guardi
- 1986: Ochiul și lucrurile („Oko i rzeczy”)
- 1988: Minima moralia („Minimum moralne”)
- 1991: Dialoguri de seară („Dialogi wieczorne”)
- 1993: Jurnalul de la Tescani
- 1994: Limba păsărilor („Język ptaków”)
- 1996: Chipuri și măști, ale tranziției („Twarze i maski transformacji”)
- 2002: Transformări, inerții, dezordini. 22 de luni după 22 decembrie 1989 (wspólnie z Petre Romanem i Eleną Ștefoi)
- 2003: Despre îngeri („O aniołach”)
- 2004: Obscenitatea publică
- 2005: Comedii la porțile Orientului
- 2006: Despre bucurie în Est și în Vest și alte eseuri,
- 2011: Despre frumusețea uitată a vieții („O zapomnianym pięknie życia”)
- 2012: Parabolele lui Iisus. Adevarul ca poveste („Parabole Jezusa. Prawda jako historia”)

## Nagrody i wyróżnienia
W 1990 został wyróżniony przez Francję Orderem Sztuki i Literatury. Jest także doktorem h.c. uniwersytetu we Fryburgu.